# Бенфатто, Марко
Марко Бенфатто (итал. Marco Benfatto, род. 6 января 1988 в городе Кампосампьеро, Италия) — итальянский профессиональный шоссейный велогонщик. С 2015 года защищает цвета Androni-Sidermec.

## Главные достижения
| 2014 - 1-й на этапе 5 — Тур Нормандии - 1-й на этапах 2 и 4 — Тур озера Цинхай 2016 - 1-й на этапах 1,2 и 6 — Тур Китая I - 1-й на этапах 1 — Тур Китая II |